# Bobby Solo
 Roberto Satti (n. 18 martie 1945, Roma, Regatul Italiei),  cunoscut drept Bobby Solo, este un cantautor italian.